# Jaera marina
Jaera marina is een pissebed uit de familie Janiridae. De wetenschappelijke naam van de soort is voor het eerst geldig gepubliceerd in 1780 door Johann Christian Fabricius.